# Kwas lewulinowy
Kwas lewulinowy, kwas 4-oksowalerianowy – organiczny związek chemiczny, najprostszy γ-ketokwas karboksylowy. Jego sole i estry to lewuliniany.
Na skalę przemysłową może być otrzymywany z polisacharydów. Wykorzystywany jest jako substrat w syntezie organicznej dzięki zdolności do tworzenia pięcioczłonowych laktonów, laktamów i innych związków heterocyklicznych. Stosowany jest też jako grupa ochronna dla grup hydroksylowych, która może być usuwana w praktycznie neutralnych warunkach za pomocą układu hydrazyna-kwas octowy. Ester lewulinianowy tworzy z hydrazyną 4,5-dihydro-6-metylopirydazon, odtwarzając wolną grupę hydroksylową:

Podejście to opracowali w 1976 roku Jacques H. van Boom i Peter Burgers.